# Pietro Fontanini
Pietro Fontanini (n. 23 septembrie 1952, Udine, Friuli-Veneția Giulia, Italia) este un politician italian.